# Список произведений Игоря Стравинского

## Музыкальный театр
- «Жар-птица» (фр. L'Oiseau de Feu, англ. The Firebird), балет в двух сценах (1909―1910), либретто М. Фокина. Первое исполнение ― 25 июня 1910, Париж, Гранд-опера, под управлением Габриэля Пьерне.
- «Петрушка», русские потешные сцены в четырёх картинах (1910―1911, редакция 1948), либретто А. Бенуа. Первое исполнение ― 13 июня 1911, Париж, театр Шатле, под управлением Пьера Монтё.
- «Весна священная» (фр. Le Sacre du printemps, англ. The Rite of Spring), сцены языческой Руси в двух картинах (1911―1913, редакция 1943), либретто Н. Рериха. Первое исполнение ― 29 мая 1913, Париж, театр Елисейских полей, под управлением Пьера Монтё
- «Соловей», опера в трёх действиях (1908―1914), либретто автора и С. Митусова по одноимённой сказке Андерсена. Первое исполнение ― 26 мая 1914, Париж, Гранд-опера, под управлением Пьера Монтё.
- «Байка про лису, петуха, кота да барана» (фр. Renard: Histoire burlesque, 1915―1916). «Весёлое представление с пением и музыкой».  Либретто автора по русским сказкам из сборника А.Н. Афанасьева. Первое исполнение ― 18 мая 1922, Париж, Гранд-опера.
- «Свадебка» (фр. Les Noces), русские хореографические сцены для солистов, хора, четырёх фортепиано и ударных (1921―1923), либретто автора по русским народным песням из сборника П. В. Киреевского. Первое исполнение ― 13 июня 1923, Париж, под управлением Эрнеста Ансерме. Существует в нескольких авторских редакциях, на русском, французском и английском языках.
- «История солдата» («Сказка о беглом солдате и чёрте, играемая, читаемая и танцуемая»; фр. L'Histoire du Soldat) для трёх чтецов, танцовщицы и инструментального ансамбля (1918), либретто Ш. Ф. Рамю по русской народной сказке. Первое исполнение ― 28 сентября 1918, Лозанна, под управлением Эрнеста Ансерме.
- «Пульчинелла», балет с пением в одном действии по музыке Галло, Перголези и других композиторов (1919―1920), либретто Л. Мясина. Первое исполнение ― 15 мая 1920, Париж, Гранд-опера, под управлением Эрнеста Ансерме.
- «Мавра», комическая опера в одном действии (1922), либретто Б. Кохно по поэме А. С. Пушкина «Домик в Коломне». Первое исполнение ― 3 июня 1922, Париж, Гранд-опера, под управлением Гжегожа Фительберга.
- «Царь Эдип», опера-оратория для чтеца, голосов, мужского хора и оркестра (1926―1927), либретто Ж. Кокто по трагедии Софокла. Первое исполнение в концерте ― 30 мая 1927, Париж, под управлением автора; первая постановка ― 23 февраля 1928, Венская государственная опера.
- «Аполлон Мусагет», балет в двух сценах (1928). Первое исполнение ― 27 апреля 1928, Вашингтон, Библиотека Конгресса, под управлением Ханса Киндлера
- «Поцелуй феи», балет в четырёх сценах по музыке Чайковского (1928), либретто автора на основе сказок Андерсена. Первое исполнение ― 27 ноября 1928, Париж, Гранд-опера, под управлением автора
- «Персефона», мелодрама в трёх сценах для чтеца, тенора, хора и оркестра (1933―1934), либретто А. Жида. Первое исполнение ― 30 апреля 1934, Париж, Гранд-опера, под управлением автора.
- «Игра в карты» (фр. Jeu de cartes), балет «в трёх сдачах» (1936―1937), либретто автора. Первое исполнение ― 27 апреля 1937, Нью-Йорк, Метрополитен-опера, хореография Джорджа Баланчина, под управлением автора.
- «Балетные сцены» (фр. Scènes de ballet) (1944). Премьера 11 февраля 1948 на сцене Ковент-гардена (Лондон), в исполнении «Sadler's Wells Ballet»; хореография Ф. Аштона.
- «Орфей», балет в трёх сценах (1947). Первое исполнение ― 28 апреля 1948, Нью-Йорк, Городской центр музыки и драмы, под управлением автора.
- «Похождения повесы» (англ. The Rake's Progress), опера в трёх действиях с эпилогом (1947―1951), либретто Честера Коллмена и Уистена Одена по картинам Уильяма Хогарта. Первое исполнение ― 11 сентября 1951, Венеция, театр Ла Фениче, под управлением автора.
- «Агон», балет (1957). Первое исполнение ― 17 июня 1957, Лос-Анджелес, под управлением Р. Крафта. Первая постановка ― 1 декабря 1957, Нью-Йорк, Городской центр музыки и драмы, под управлением Р. Ирвинга
- «Потоп» (англ. The Flood), библейская опера для солистов, актёров, чтеца и оркестра (1961―1962). Первое исполнение ― 14 июня 1962 на телеканале CBS, под управлением автора и Р. Крафта. Первая сценическая постановка ― 30 апреля 1963, Гамбургская государственная опера, под управлением Крафта.

## Оркестровые произведения
- Симфония Es-dur, op. 1 (1905―1907). Первое исполнение: вторая и третья части ― 14 (27) апреля 1907, Петербург, под управлением Гуго Варлиха, полностью ― 22 января (4 февраля) 1908, там же, под управлением Ф. Блуменфельда.
- Фантастическое скерцо, ор. 3 (1907―1908). Первое исполнение ― 24 января (6 февраля) 1909, Петербург, под управлением А. И. Зилоти.
- «Фейерверк» (англ. Fireworks), ор. 4. Первое исполнение ― 9 (22) января 1910, Петербург, под управлением Зилоти.
- «Погребальная песнь», op. 5. Первое исполнение ― 17 (30) января 1909, Петербург, под управлением Ф.Блуменфельда
- Сюита из балета «Жар-птица»:
  - Первая редакция (1910). Первое исполнение ― 23 октября (5 ноября) 1910, Петербург, под управлением Зилоти.
  - Вторая редакция (1919). Первое исполнение ― 12 апреля 1919, Женева, под управлением Эрнеста Ансерме
  - Третья редакция (1945). Первое исполнение ― 24 октября 1945, Нью-Йорк, под управлением Яши Горенштейна
- «Песнь соловья». Симфоническая поэма на материале оперы «Соловей» (музыки 2-го и 3-го актов). Первое исполнение ― 6 декабря 1919, Женева, под управлением Эрнеста Ансерме
- Сюита из балета «Пульчинелла» для камерного оркестра (1922; 2-я ред. 1949; 3-я ред. 1965). Первое исполнение ― 22 декабря 1922, Бостон, дирижёр Пьер Монтё
- Концерт для фортепиано, духового оркестра, литавр и контрабасов (1923―1924). Первое исполнение ― 22 мая 1924, Париж, автор и оркестр под управлением С. Кусевицкого.
- Каприччио для фортепиано с оркестром (1928―1929). Первое исполнение ― 6 декабря 1929, Париж, автор и оркестр под управлением Э. Ансерме.
- Симфония псалмов (англ. Symphony of psalms), хоровая симфония (1930). Первое исполнение ― 13 декабря 1930, Брюссель, под управлением Э. Ансерме
- Концерт для скрипки с оркестром D-dur (1931). Первое исполнение ― 23 октября 1931, Берлин, Самуил Душкин и оркестр под управлением автора.
- Дивертисмент (из балета «Поцелуй феи»; 1934). Первое исполнение ― 4 ноября 1934, Париж, под управлением автора.
- «Дамбартон Оукс» (англ. Dumbarton Oaks), концерт для камерного оркестра (1937―1938). Первое исполнение ― 8 мая 1938, Вашингтон, под управлением Нади Буланже.
- Симфония in C (англ. Symphony in C) (1938―1940). Первое исполнение ― 7 ноября 1940, Чикаго, под управлением автора.
- «Концертные танцы[англ.]» для камерного оркестра (1940―1942). Первое исполнение ― 8 февраля 1942, Лос-Анджелес, под управлением автора.
- «Цирковая полька для молодого слона» (англ. Circus Polka, 1942). Первое исполнение ― 13 января 1944, под управлением автора.
- «4 пьесы в норвежском духе», также «Четыре норвежских впечатления»[1] (англ. Four Norwegian Moods, 1942). Первое исполнение ― 13 января 1944, под управлением автора.
- Ода (англ.  Ode. Elegiacal chant, 1943). Первое исполнение ― 8 октября 1943, Бостон, под управлением С. Кусевицкого.
- Симфония в трёх частях (англ. Symphony in three movements), вариант перевода: Симфония в трёх движениях (1945). Первое исполнение ― 24 января 1946, Нью-Йорк, под управлением автора.
- Скерцо в русском стиле (фр. Scherzo à la russe), вариант перевода: «Русское скерцо». Первая редакция (1944) инструментована для джаз-бенда П. Уайтмена, вторая (1945) — для обычного оркестра, третья (1954) — для двух фортепиано. Первое исполнение ― 24 марта 1946, Сан-Франциско, с оркестром под управлением автора.
- Базельский концерт (англ. Basle Concerto) для струнных; альтернативное название: Струнный концерт в Ре (англ. Concerto in D for String Orchestra) (1946).  Первое исполнение ― 27 января 1947, Базель, под управлением Пауля Захера
- Поздравительная прелюдия (англ. Greeting Prelude), к 80-летию Пьера Монтё (1955)
- «Движения» (англ. Movements)[2] для фортепиано с оркестром (1958―1959). Первое исполнение ― 10 января 1960, Нью-Йорк, М. Вебер и оркестр под управлением автора
- Вариации памяти Олдоса Хаксли (англ. Variations Aldous Huxley in memoriam, 1963―1964). Первое исполнение ― 17 апреля 1965, Чикаго, под управлением Роберта Крафта
- Канон на тему русской народной песни (Canon on a Popular Russian Tune; 1965)

## Хоровые произведения
- Звездоликий. Кантата на стихи К. Бальмонта для голосов и оркестра (1912). Первое исполнение ― 19 апреля 1939, Брюссель, под управлением Ф. Андре
- «Подблюдные. Четыре русские крестьянские песни для женского хора» (англ. Four Russian Peasant Songs (1917); редакция 1954 — для хора и четырёх валторн):
  1. У Спаса в Чигисах
  2. Овсень
  3. Щука
  4. Пузище
- «Отче наш» для хора без сопровождения (1926); редакция 1949 г. под названием Pater noster, с латинским текстом
- «Символ веры» для хора без сопровождения (1932); редакция 1949 г. под названием Credo, с латинским текстом
- «Богородице Дево радуйся» для хора без сопровождения (1932); редакция 1949 г. под названием Ave Maria, с латинским текстом
- «Вавилон» (англ. Babel). Кантата для чтеца, мужского хора и оркестра (1944)
- Месса, для смешанного хора и ансамбля духовых (1948). Премьера: 27 октября 1948, Милан. Исполнители: хор и оркестр театра «Ла Скала» под управлением Э. Ансерме.
- Кантата на стихи неизвестных английских поэтов XV—XVI веков. (англ. Cantata on Anonymous 15th and 16th Century English Lyrics), для голосов, женского хора и  инструментального ансамбля (1952)
- Духовная песня в честь святого Марка (лат. Canticum Sacrum ad honorem Sancti Marci Nominis) для тенора и баритона соло, хора и оркестра
- «Плач пророка Иеремии» (лат. Threni, id est lamentationes Jeremiae Prophetae) для солистов, хора и оркестра (1957―1958)
- Кантата «Проповедь, притча и молитва» (англ. Cantata: a Sermon, a Narrative, and a Prayer), для альта и тенора соло, чтеца, хора и оркестра
- Гимн на стихи Т. С. Элиота (англ. Anthem: "The dove descending breaks the air"), для хора без сопровождения (1962)
- Интроит памяти Т. С. Элиота (англ. Introitus. T. S. Eliot in memoriam), для мужского хора и камерного ансамбля (1965, текст — фрагмент стандартного латинского реквиема)
- Заупокойные песнопения (англ. Requiem Canticles), для солистов, хора и камерного оркестра (1965―1966)

## Вокальные произведения
- «Туча», романс на стихи Пушкина для голоса и фортепиано (1902)
- «Как грибы на войну сбирались» для баса и фортепиано (1904)
- «Фавн и пастушка». Три песни для меццо-сопрано с оркестром, ор. 2 (1906):
  1. Пастушка
  2. Фавн
  3. Река
- Из воспоминаний юношеских годов. Три песенки (для голоса и фп., 1906; для сопрано и ансамбля — редакция 1930 г.):
  1. Сороченька
  2. Ворона
  3. Чичер-Ячер
- Два романса для меццо-сопрано и фортепиано, ор. 6 (1908?)
- Пастораль. Песня без слов (фр. Pastorale: Chant sans paroles), для сопрано и фортепиано (1907)
- Два стихотворения П.Верлена для баритона и фортепиано (1910; редакция 1951 г. — для мужского голоса и ансамбля):
  1. Белая луна (La lune blanche)
  2. Мудрость (Sagesse)
- Два стихотворения К.Бальмонта для сопрано или тенора и фортепиано (1911; редакция 1954 — для сопрано и инструментального ансамбля):
  1. Незабудочка-цветочек
  2. Голубь
- Три стихотворения из японской лирики для сопрано и фортепиано (1912―1913):
  1. Акахито (Akahito)
  2. Масацумэ (Mazatsumi)
  3. Цараюки (Tsaraiuki)
- «Прибаутки» (фр. Chansons plaisantes, англ. Pleasant Songs) для мужского голоса и фортепиано (1914, позднейшая редакция — для голоса и восьми струнных инструментов). На русские народные тексты из собрания сказок А.Афанасьева:
  1. Корнило
  2. Наташка
  3. Полковник
  4. Старец и заяц
- «Кошачьи колыбельные» (фр. Berceuses du chat) для контральто и трёх кларнетов (1915)
  1. Спи, кот
  2. Кот на печи
  3. Бай, бай
  4. У кота, кота
- «Детские песенки» (Три истории для детей; фр. Trois histoires pour enfants) для голоса и фортепиано (1917):
  1. Тилим-бом
  2. Гуси-лебеди
  3. Медведь. Сказка с песенкой
- Колыбельная для голоса и фортепиано (1917)
- Четыре русские песни (фр. Quatre chants russes) для голоса и фортепиано (1919):
  1. Селезень
  2. Запевная
  3. Сидит воробей
  4. Сектантская
- «Маленький гармонический Рамюзаний», посвящение Ш. Рамюзу (1937)
- Посвящение Наде Буланже для двух теноров (1947)
- Три песни из Вильяма Шекспира, для меццо-сопрано, флейты, кларнета и альта (1953):
  1. Musick to heare
  2. Full fadom five
  3. Spring (When Dasies pied)
- Памяти Дилана Томаса. Траурные каноны и песнь для тенора, струнного квартета и четырёх тромбонов (1954)
  1. Dirge-Canons (Prelude)
  2. Do not go gentle into that good night
  3. Dirge-Canons (Postlude)
- Четыре песни для меццо-сопрано, флейты, арфы и гитары (1954):
  1. Селезень (аранжировка № 1 из сб. "Четыре русские песни", 1919)
  2. Сектантская (аранжировка № 4 из сб. "Четыре русские песни", 1919)
  3. Гуси-лебеди (аранжировка № 2 из сб. "Детские песенки", 1917)
  4. Тилим-бом (аранжировка № 1 из сб. "Детские песенки", 1917)
- Авраам и Исаак. Баллада для баритона и оркестра (1962―1963)
- Элегия Дж. Ф. Кеннеди (англ. Elegy for J.F.K.), для баритона или меццо-сопрано и трёх кларнетов (1964)
- Сова и кошечка (англ. The Owl and the Pussy-cat, фр. Le Hibou et le chat), для голоса и фортепиано (1966), на стихи Эдварда Лира

## Камерные произведения
- Три пьесы для струнного квартета (1914) (пьесы не имеют заголовков)
- Рэгтайм (англ. Rag-Time, 1917―1918). Первое исполнение ― 27 апреля 1920, Лондон, под управлением Артура Блисса.
- Три пьесы для кларнета соло (1918)
- Дуэт для двух фаготов (1918)
- Сюита из «Истории солдата» для скрипки, кларнета и фортепиано (1918―1919)
- Концертино для струнного квартета (1920)
- Симфонии духовых инструментов (англ. Symphonies of Wind Instruments), памяти Дебюсси; вариант перевода: Симфония для духовых (1920, редакция 1947). Первое исполнение ― 10 июня 1921, Лондон, под управлением С.Кусевицкого
- Октет для духовых (1924)
- Концертный дуэт (фр. Duo concertant) для скрипки и фортепиано (1931―1932).
- Прелюдия для джаз-банда (англ. Preludium for Jazz Band, 1936―1937; редакция 1953). Первое исполнение ― 18 октября 1953, Лос-Анджелес, под управлением Крафта
- Элегия для альта (1944)
- Эбони-концерт (англ. Ebony Concerto; вариант перевода: Чёрный концерт), для кларнета и джаз-оркестра (1945). Первое исполнение ― 25 марта 1946, Нью-Йорк, Вуди Герман и ансамбль под управлением Уолтера Хендла.
- Септет для струнных, духовых и фортепиано (1952―1953)
- Эпитафия к надгробию Макса Эгона (англ. Epitaphium for the Tombstone of Prince Max Egon zu Fürstenberg), для флейты, кларнета и арфы (1959)
- Двойной канон памяти Рауля Дюфи (англ. Double Canon "Raoul Dufy in memoriam") для струнного квартета (1959)
- Колыбельная для двух блокфлейт (1960)
- Фанфары для двух труб (англ. Fanfare for Two Trumpets, 1964)

## Произведения для фортепиано
- Скерцо (1902)
- Соната f-moll (1902)
- Этюды, ор. 7 (1908)
- Вальс цветов (Цветочный вальс) для фп. в четыре руки (1914)[3]
- Три лёгкие пьесы в четыре руки (1914―1915)
  1. Марш
  2. Вальс
  3. Полька
- Детский вальс (1916?)
- Мадрид. Этюд для пианолы (1917)
- Пять лёгких пьес в четыре руки (1917)
  1. Andante
  2. Испанская
  3. Балалайка
  4. Неаполитанская
  5. Галоп
- Рэгтайм (1918)
- Piano-Rag-Music (1919)
- Концертино в четыре руки (1920)
- Пять пальцев. Восемь легчайших мелодий на 5 нот (1921):
  1. Andantino
  2. Allegro
  3. Allegretto
  4. Larghetto
  5. Moderato
  6. Lento
  7. Vivo
  8. Pesante
- Соната для фортепиано (1924):
  - I. <четверть> = 112
  - II. Adagietto
  - III. <четверть> = 112
- Серенада in A (1925):
  - I. Hymne
  - II. Romanze
  - III. Rondoletto
  - IV. Cadenza finale
- Концерт для двух фортепиано (1932―1935)
  - I. Con moto
  - II. Notturno. Adagietto
  - III. Quattro variazioni
  - IV. Prelude e Fuga
- Танго (1940)
- Соната для двух фортепиано (1943―1944)
  - I. Moderato
  - II. Theme with variations
  - III. Allegretto

## Переложения, обработки
На протяжении всей жизни Стравинский обрабатывал и перерабатывал собственные и (реже) чужие сочинения. Наиболее часто обработка представляла собой переложение раннего сочинения для иного (по сравнению с первоначальным) инструмента либо состава инструментов. В некоторых случаях обработке сопутствовала переделка оригинальной музыки (расширение, сокращение, варьирование и т.п.), в таких случаях говорят о «редакции». Помимо собственных Стравинский обрабатывал сочинения других композиторов в тех же весьма подвижных границах — от «простой» инструментовки (духовные песни Х.  Вольфа) до полномасштабного авторского переосмысления («Пульчинелла» на музыку Дж. Б.  Перголези).
- «Дубинушка» (англ. Song of the Volga Boatmen) для духовых и ударных инструментов. Переложение русской народной песни (1917)
- Гробница Клода Дебюсси (фр. Tombeau de Claude Debussy). Траурный хорал для фортепиано (фортепианное переложение финала сочинения «Симфонии духовых») (1920)
- Три фрагмента из балета «Петрушка», для фортепиано (1921)
- Сюита № 2 для малого оркестра (1921). Оркестровка ранних фортепианных сочинений. Первое исполнение ― 25 ноября 1925, Франкфурт, под управлением Германа Шерхена:
  1. Марш
  2. Вальс
  3. Полька
  4. Галоп
- Пастораль, для сопрано, гобоя, англ. рожка, кларнета и фагота (1923). Инструментовка Пасторали для сопрано и фп. (1907)
- Сюита № 1 для малого оркестра (1925). Оркестровка ранних фортепианных сочинений. Первое исполнение ― 2 марта 1926, Харлем, под управлением автора:
  1. Andante
  2. Неаполитанская
  3. Испанская
  4. Балалайка
- Четыре этюда для оркестра и фортепиано (1928―1929). Инструментовка Трёх пьес для струнного квартета (1914, без названий) и этюда «Мадрид» для пианолы (1917). Первое исполнение ― 7 ноября 1930, Берлин, под управлением Э. Ансерме
  1. Danse / Танец
  2. Eccentrique / Эксцентрик
  3. Cantique / Песнопение
  4. Madrid / Мадрид
- Итальянская сюита для виолончели и фортепиано. Переложение музыки балета «Пульчинелла» (1932)
- Итальянская сюита для скрипки и фортепиано. Переложение музыки балета «Пульчинелла» (1933)
- Пастораль, для скрипки и фп. (1933). Инструментовка и расширенная редакция Пасторали для сопрано и фп. (1907)
- Пастораль, для скрипки, гобоя, англ. рожка, кларнета и фагота (1933). Инструментовка и расширенная редакция Пасторали для сопрано и фп. (1907)
- Синяя птица (англ. Bluebird). Па-де-де из балета «Спящая красавица» П. И. Чайковского, для камерного оркестра (1941)
- Танго для камерного оркестра (1941). Инструментовка Танго для фортепиано (1940). Первое исполнение — Бенни Гудмен, июль 1941.
- Концертино для двенадцати инструментов (1952). Переложение Концертино для струнного квартета (1920). Первое исполнение ― 11 ноября 1952, Лос-Анджелес, под управлением автора.
- Танго для 19 инструментов (1953). Инструментовка Танго для фортепиано (1940). Первое исполнение ― 19 октября 1953, Лос-Анджелес, под управлением Р.Крафта
- Вариации на хорал "Vom Himmel hoch", для хора с оркестром (1956). Аранжировка музыки И.-С. Баха (BWV 769)
- «Памятник Джезуальдо к 400-летию» (лат. Monumentum pro Gesualdo di Venosa ad CD Annum: three madrigals recomposed for instruments), оркестровка трёх мадригалов Джезуальдо (1960). Первое исполнение ― 27 сентября 1960, Венеция, под управлением автора:
  - Asciugate i begli occhi (мадригал 14 из Пятой книги)
  - Ma tu, cagion (мадригал 18 из Пятой книги)
  - Beltà poi che t'assenti (мадригал 2 из Шестой книги)
- Звездно-полосатый флаг (англ. The Star Spangled Banner). Аранжировка американского гимна для оркестра (1945)
- Восемь инструментальных миниатюр для пятнадцати инструментов (1962). Инструментовка фортепианной сюиты «Пять пальцев» (1921). Первое исполнение ― 29 апреля 1962, Торонто, под управлением автора.
- Две духовные песни Х. Вольфа, для сопрано и инструментального ансамбля (1968):
  - Herr, was trägt der Boden hier
  - Wunden trägst du...

## Утерянные и неопубликованные сочинения
- Тарантелла, для фортепиано (1898)
- Кантата на 60-летие Римского-Корсакова, для хора и фортепиано (1904)
- «Кондуктор и тарантул» для голоса и фортепиано (1906)
- Марш для двенадцати инструментов (1915, не опубликован)